# Cesta I. triedy 64
Die Cesta I. triedy 64 (slowakisch für ‚Straße 1. Ordnung 64‘), kurz I/64, ist eine Straße 1. Ordnung in der Slowakei. Sie befindet sich in der West-Mitte des Landes und verbindet die Donau-Hafenstadt Komárno mit Regionalhauptstadt Žilina. Größere Orte im Verlauf der Straße sind Nové Zámky, Nitra, Topoľčany, Partizánske und Prievidza. Im Abschnitt Nové Zámky–Nitrianske Pravno (bei Prievidza) kann sie als „Neutratalstraße“ bezeichnet werden, da sie den Fluss Nitra (dt. Neutra) in ihrem Flusslauf fast vollständig kopiert.

## Verlauf
Die I/64 beginnt am ehemaligen Grenzübergang Komárno-Komárom (an der Elisabethbrücke) und kurz nach dem Stadtzentrum von Komárno überquert sie die Waag und verläuft zumeist Richtung Norden via Hurbanovo. Die Landschaft bis etwa hinter Nové Zámky bleibt eben (Donauebene), danach wird sie mehr hügelig (Donauhügelland). Nach einigen weiteren Gemeinden erreicht sie die Regionalhauptstadt Nitra.
Ab Nitra bis Prievidza wird die Ost- bzw. Südseite der Straße parallel von den Gebirgen Tribeč und Vogelgebirge kopiert; zwischen Nitra und Topoľčany besteht eine fast ununterbrochene Reihe von Gemeinden. Die Stadt Topoľčany wird seit 2012 über eine Ortsumgehung östlich umfahren. Weiter kommt die Straße nach Partizánske. In dieser Gegend endet zugleich das Donauhügelland und weiter besteht die Hornonitrianska kotlina (Oberneutraer Kessel). Bei Nováky beginnt das Hauerland, nach kurzer Strecke auf der I/50 beginnt die Straße wieder in Prievidza und verläuft weiter Richtung Žilina. Kurz hinter Kľačno überquert sie seinen einzigen Pass (Fačkov, 802 m n.m.) in der Kleinen Fatra und verläuft in den letzten 37 km durch das Rajčianka-Tal (Kurort Rajecké Teplice), bevor sie in der Regionalhauptstadt Žilina endet.

## Ausbau
Zwischen Porúbka und Žilina ist eine 7,28 km lange Verlegung und Ausbau der Straße 1. Ordnung 64 als „Zubringer Lietavská Lúčka“ geplant. Über diesen Zubringer wird die I/64 über die Anschlussstelle Žilina-juh mit der Autobahn D1 verknüpft. Bisher wurde eine 2,5 km lange vierspurige Strecke von der Autobahnanschlussstelle Žilina-juh zur Verknüpfung mit der I/64 im Stadtteil Solinky in Žilina verwirklicht und trägt die Nummer I/64b, eine Verbindung in Solinky zwischen den beiden Straßen ist als I/64c gewidmet. 

## Galerie

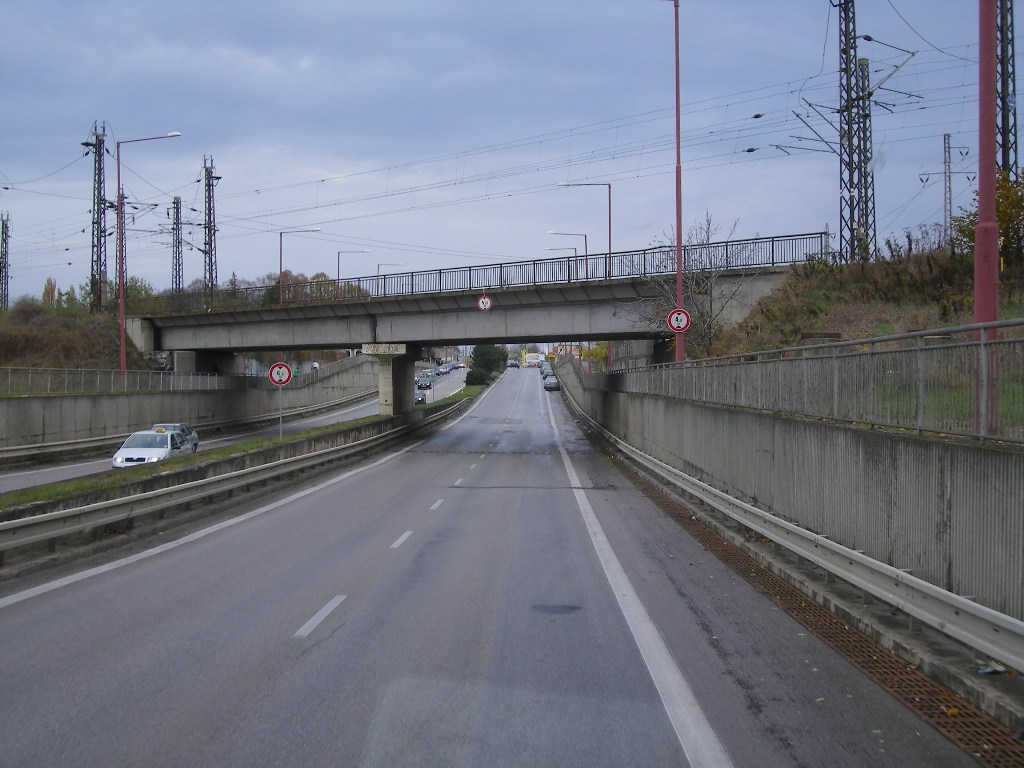
Nové Zámky, Unterführung der Bahnstrecke Bratislava–Budapest
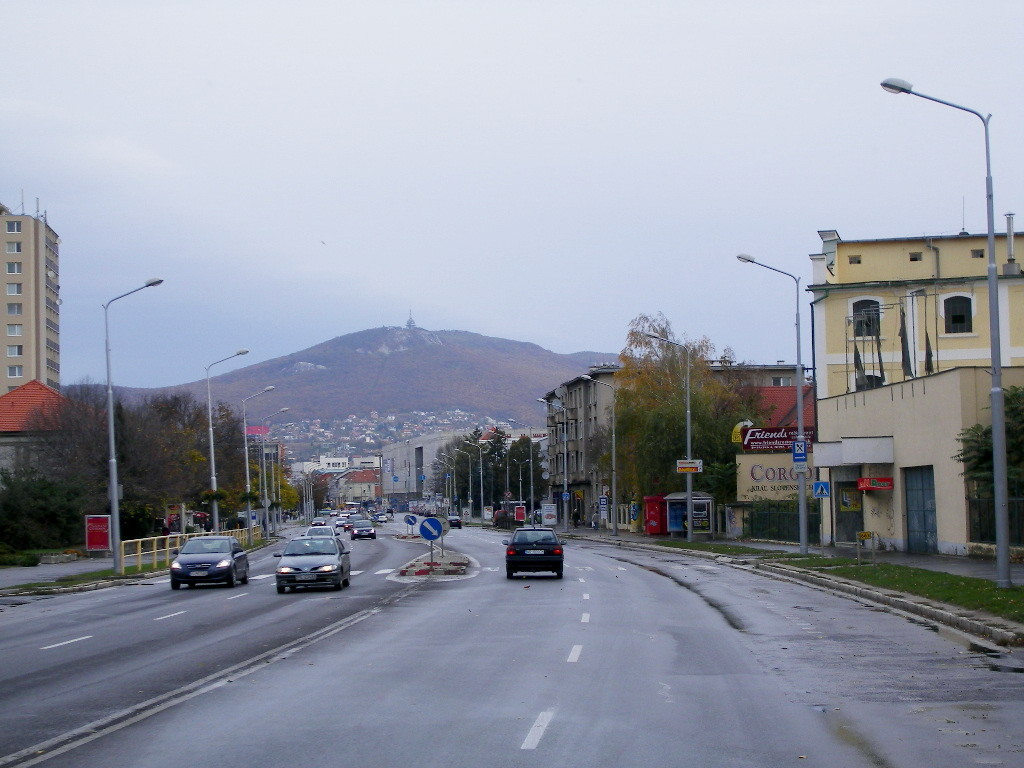
In Nitra als eine der Hauptstraßen (Štefánikova trieda)
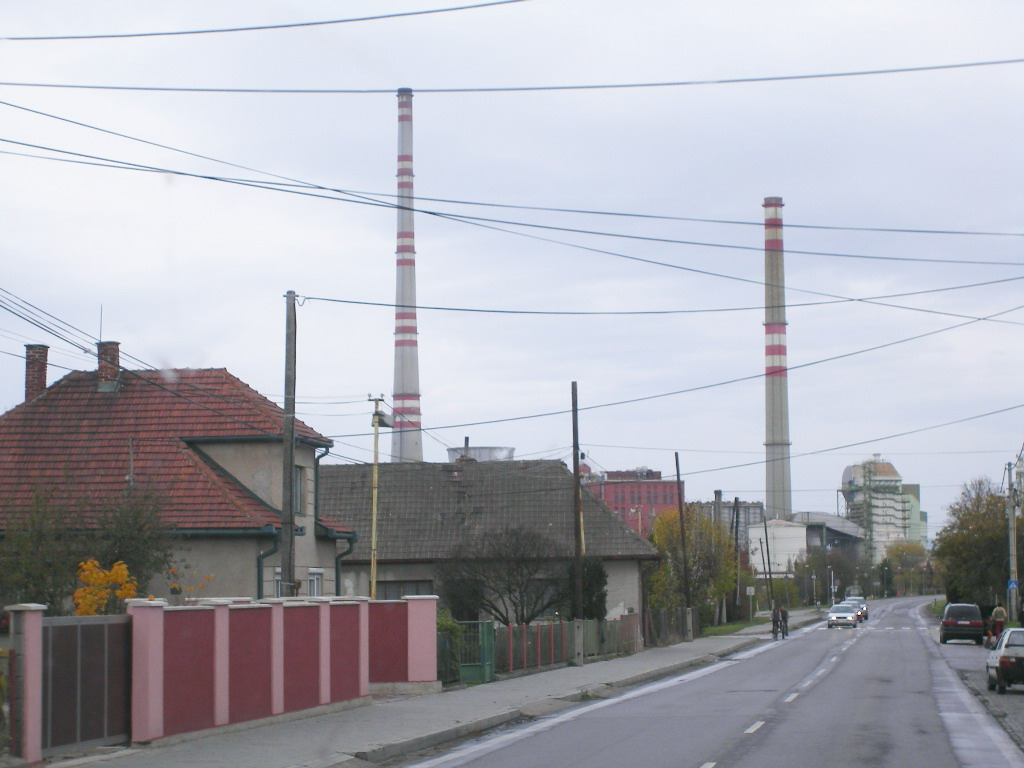
In Zemianske Kostoľany (im Hintergrund Schornsteine des ansässigen Kraftwerks)
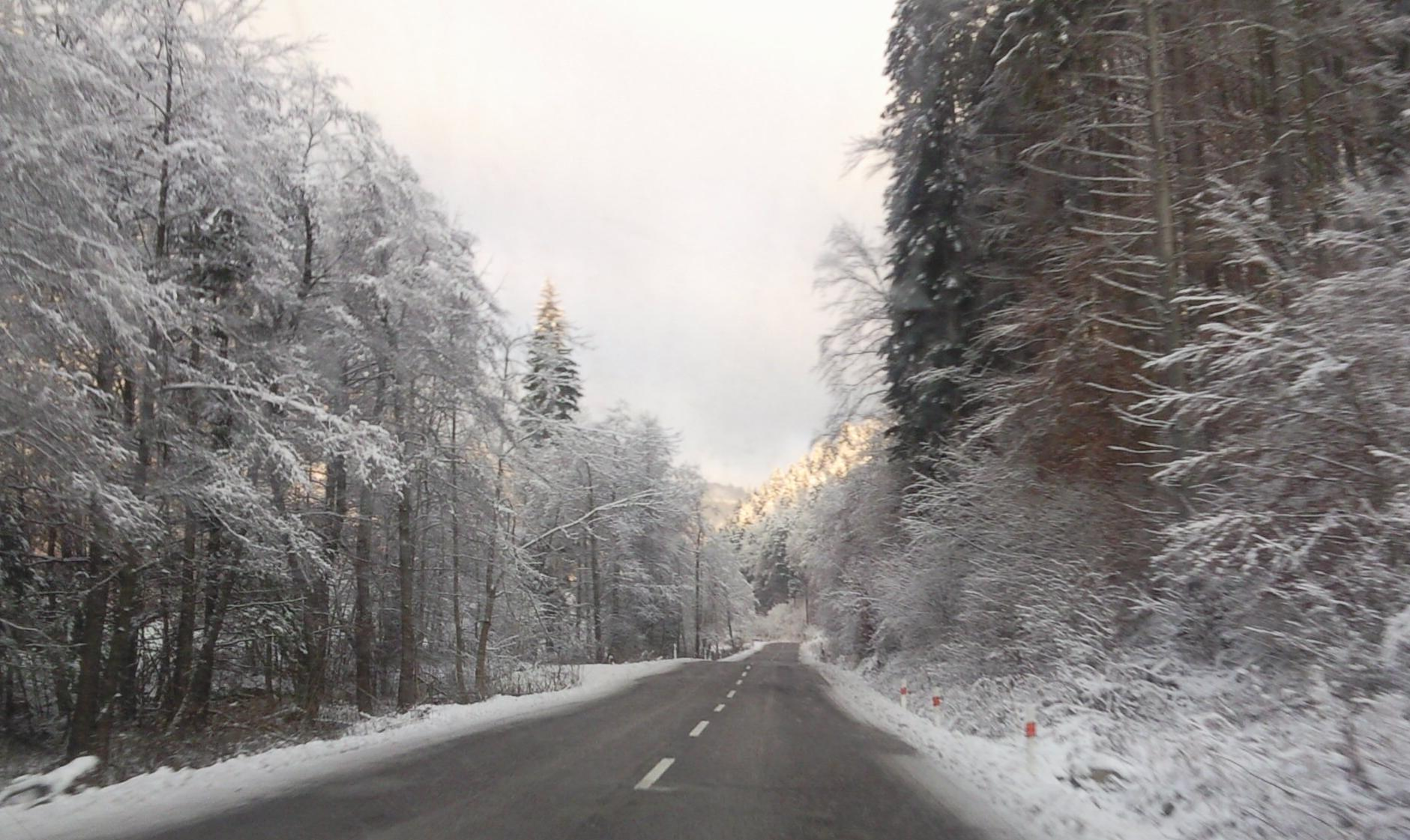
Bei Kľačno durch die Kleine Fatra